# Kim Lammers
Kim Lammers (Ámsterdam, 21 de abril de 1981) es una exjugadora neerlandesa de hockey sobre césped.

## Trayectoria
Lammers tuvo su primera participación olímpica en Londres 2012. En su primer juego olímpico venció a Nueva Zelanda en semifinales, a Argentina en la final y obtuvo la medalla de oro. Lammers marcó 4 goles en el torneo y fue la goleadora de su selección en el torneo.